# NHL Stadium Series 2024

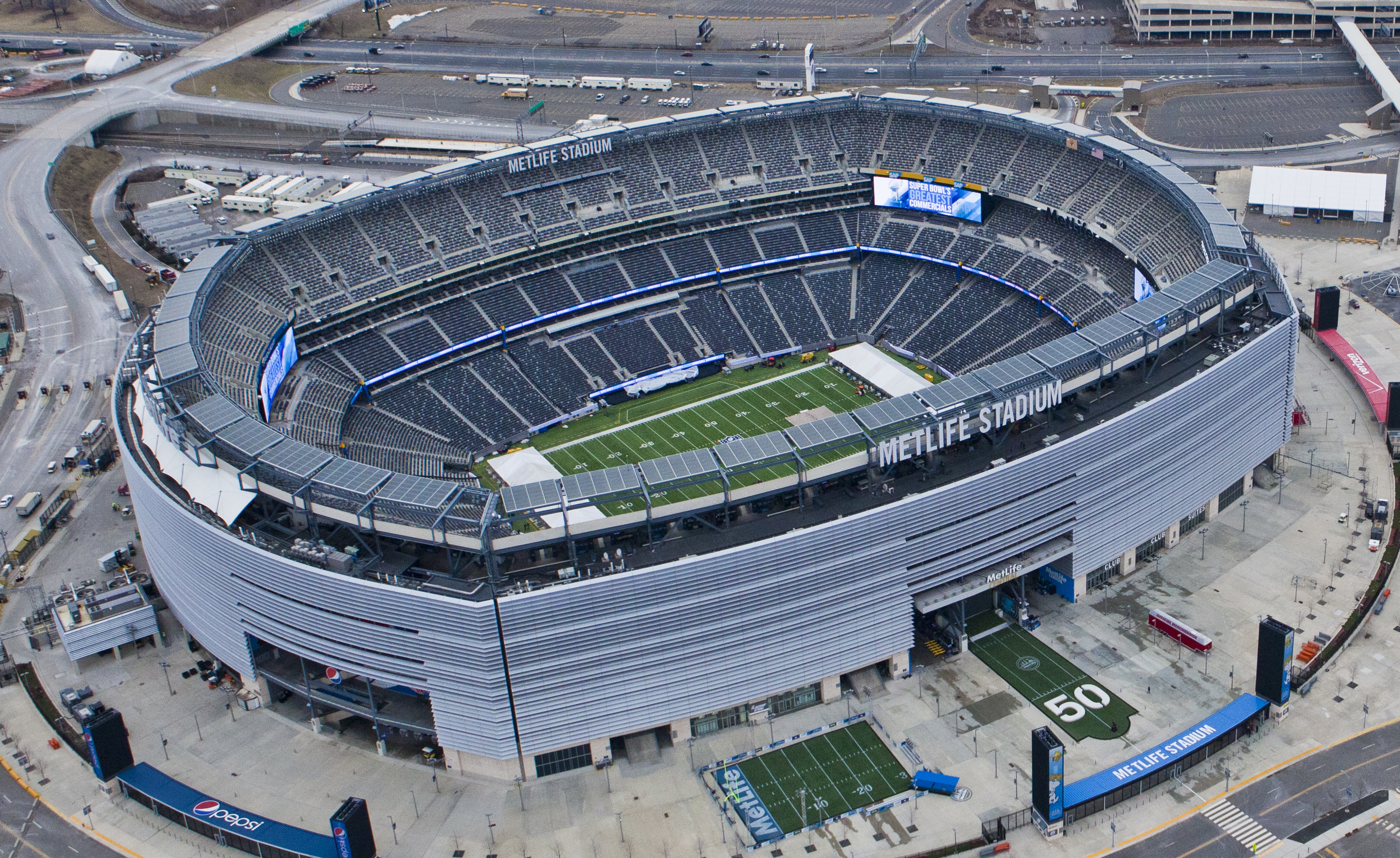
Arenan som stod värd för sportarrangemanget, 2014.

Navy Federal Credit Union NHL Stadium Series 2024 var ett sportarrangemang i den nordamerikanska ishockeyligan National Hockey League (NHL) där två grundspelsmatcher spelades utomhus 17–18 februari 2024. Arenan var Metlife Stadium i East Rutherford, New Jersey i USA. New Jersey Devils och Philadelphia Flyers spelade mot varandra den 17 februari medan lokalkonkurrenterna New York Islanders och New York Rangers spelade dagen därpå.

## New Jersey Devils vs Philadelphia Flyers (17 februari)

### Laguppställningarna
| Vänsterforwards  | Centrar           | Högerforwards  |
| ---------------- | ----------------- | -------------- |
| Ondřej Palát (A) | Nico Hischier (C) | Jesper Bratt   |
| Jack Hughes (A)  | Erik Haula        | Tyler Toffoli  |
| Timo Meier       | Curtis Lazar      | Dawson Mercer  |
| Alexander Holtz  | Tomáš Nosek       | Nathan Bastian |
| Backar           |                   | Backar         |
| Kevin Bahl       |                   | Šimon Nemec    |
| Luke Hughes      |                   | John Marino    |
| Brendan Smith    |                   | Colin Miller   |
|                  | Målvakter         |                |
|                  | Nico Daws         |                |
|                  | Akira Schmid      |                |
|                  | Tränare           |                |
|                  | Lindy Ruff        |                |

| Vänsterforwards     | Centrar            | Högerforwards      |
| ------------------- | ------------------ | ------------------ |
| Owen Tippett        | Sean Couturier (C) | Travis Konecny (A) |
| Joel Farabee        | Morgan Frost       | Cam Atkinson       |
| Garnet Hathaway     | Ryan Poehling      | Noah Cates         |
| Nicolas Deslauriers | Scott Laughton (A) | Jegor Zamula       |
| Backar              |                    | Backar             |
| Cam York            |                    | Jamie Drysdale     |
| Marc Staal          |                    | Travis Sanheim     |
| Nick Seeler         |                    | Sean Walker        |
|                     | Målvakter          |                    |
|                     | Samuel Ersson      |                    |
|                     | Cal Petersen       |                    |
|                     | Tränare            |                    |
|                     | John Tortorella    |                    |

### Resultatet
| 0859 | 17 februari 2024 | New Jersey Devils | 6 – 3   | Philadelphia Flyers | Metlife Stadium | |
|      |                  | Första perioden: Nico Hischier (0:32) Assists: Palat, Marino Tyler Toffoli (13:30) Assists: Smith, J. Hughes Andra perioden: Brendan Smith (16:36) Assists: Palat, Hischier Nathan Bastian (17:48) Assists: Meier, Lazar Tredje perioden: Nico Hischier (2:48) Assists: Bratt, Marino Nathan Bastian (18:15) Assists: Haula, Lazar | Rapport | Första perioden: — Andra perioden: (07:43) Owen Tippett Assists: Konecny, Zamula (18:23) (PP) Owen Tippett Assists: Konecny, Frost Tredje perioden: (09:07) Nick Seeler Assists: Laughton, Walker | East Rutherford, New Jersey, USA Publik: 70 328 Domare: Jake Brenk, Kelly Sutherland Linjedomare: Scott Cherrey, Libor Suchánek | East Rutherford, New Jersey, USA Publik: 70 328 Domare: Jake Brenk, Kelly Sutherland Linjedomare: Scott Cherrey, Libor Suchánek |
|      |                  | |         | | East Rutherford, New Jersey, USA Publik: 70 328 Domare: Jake Brenk, Kelly Sutherland Linjedomare: Scott Cherrey, Libor Suchánek | East Rutherford, New Jersey, USA Publik: 70 328 Domare: Jake Brenk, Kelly Sutherland Linjedomare: Scott Cherrey, Libor Suchánek |
|      |                  | |         | | East Rutherford, New Jersey, USA Publik: 70 328 Domare: Jake Brenk, Kelly Sutherland Linjedomare: Scott Cherrey, Libor Suchánek | East Rutherford, New Jersey, USA Publik: 70 328 Domare: Jake Brenk, Kelly Sutherland Linjedomare: Scott Cherrey, Libor Suchánek |

#### Matchstatistik
|                     | New Jersey Devils | Philadelphia Flyers |
| ------------------- | ----------------- | ------------------- |
| Powerplay           | 0/5               | 1/3                 |
| Tacklingar          | 23                | 42                  |
| Vunna tekningar (%) | 60                | 40                  |
| Blockerade skott    | 15                | 26                  |
| Utvisningsminuter   | 8                 | 12                  |

| Period | New Jersey Devils | Philadelphia Flyers |
| ------ | ----------------- | ------------------- |
| Första | 13                | 9                   |
| Andra  | 14                | 27                  |
| Tredje | 13                | 12                  |
| Totalt | 40                | 48                  |

#### Utvisningar
| Spelare         | Utvisning         | Utvisningsminuter | Tid             |
| Första perioden | Första perioden   | Första perioden   | Första perioden |
| --------------- | ----------------- | ----------------- | --------------- |
| Colin Miller    | Delay Game        | 2:00              | 05:10           |
| Andra perioden  |                   |                   |                 |
| Colin Miller    | Roughing          | 2:00              | 08:32           |
| Šimon Nemec     | Holding the stick | 2:00              | 10:12           |
| Ondřej Palát    | Hooking           | 2:00              | 18:00           |
| Tredje perioden |                   |                   |                 |
| Källa:          |                   |                   |                 |

| Spelare                                            | Utvisning       | Utvisningsminuter | Tid             |
| Första perioden                                    | Första perioden | Första perioden   | Första perioden |
| -------------------------------------------------- | --------------- | ----------------- | --------------- |
| Morgan Frost                                       | High-sticking   | 2:00              | 01:35           |
| Jamie Drysdale                                     | Holding         | 2:00              | 05:57           |
| Scott Laughton                                     | Delay Game      | 2:00              | 19:18           |
| Andra perioden                                     |                 |                   |                 |
| Nicolas Deslauriers                                | Roughing        | 2:00              | 08:32           |
| Travis Konecny                                     | Slashing        | 2:00              | 10:51           |
| Nick Seeler                                        | High-sticking   | 2:00              | 13:46           |
| Tredje perioden                                    |                 |                   |                 |
| Termer: Förseelser som leder till utvisningsstraff |                 |                   |                 |

### Statistik

#### New Jersey Devils

##### Utespelare
| Spelare         | Mål | Assist | Poäng | +/− | Utvisningsminuter | Skott | Vunna tekningar (%) | Tacklingar | Tid på isen |
| --------------- | --- | ------ | ----- | --- | ----------------- | ----- | ------------------- | ---------- | ----------- |
| Nico Hischier   | 1   | 2      | 3     | +2  | 0                 | 5     | 62,1                | 0          | 22:05       |
| Nathan Bastian  | 2   | 0      | 2     | +2  | 0                 | 4     | 100                 | 5          | 11:31       |
| Brendan Smith   | 1   | 1      | 2     | +4  | 0                 | 2     | —                   | 3          | 15:52       |
| Curtis Lazar    | 0   | 2      | 2     | +2  | 0                 | 4     | 58,3                | 12         | 14:46       |
| John Marino     | 0   | 2      | 2     | 0   | 0                 | 0     | —                   | 1          | 20:39       |
| Ondřej Palát    | 0   | 2      | 2     | +2  | 2                 | 3     | 0                   | 0          | 14:58       |
| Tyler Toffoli   | 1   | 0      | 1     | +2  | 0                 | 3     | 50                  | 1          | 17:43       |
| Jesper Bratt    | 0   | 1      | 1     | +2  | 0                 | 3     | 50                  | 1          | 21:59       |
| Erik Haula      | 0   | 1      | 1     | +1  | 0                 | 0     | 40                  | 0          | 13:53       |
| Timo Meier      | 0   | 1      | 1     | +1  | 0                 | 3     | 100                 | 2          | 15:08       |
| Jack Hughes     | 0   | 1      | 1     | 0   | 0                 | 5     | 0                   | 2          | 21:05       |
| Kevin Bahl      | 0   | 0      | 0     | 0   | 0                 | 0     | —                   | 1          | 17:38       |
| Alexander Holtz | 0   | 0      | 0     | 0   | 0                 | 3     | 0                   | 0          | 05:53       |
| Luke Hughes     | 0   | 0      | 0     | +1  | 0                 | 2     | —                   | 0          | 25:19       |
| Dawson Mercer   | 0   | 0      | 0     | 0   | 0                 | 1     | 0                   | 0          | 10:41       |
| Colin Miller    | 0   | 0      | 0     | +3  | 4                 | 0     | —                   | 5          | 14:55       |
| Šimon Nemec     | 0   | 0      | 0     | 0   | 2                 | 1     | —                   | 0          | 21:23       |
| Tomáš Nosek     | 0   | 0      | 0     | 0   | 0                 | 1     | 85,7                | 2          | 08:09       |
| Källa:          |     |        |       |     |                   |       |                     |            |             |

##### Målvakt
| Spelare   | Skott mot sig | Räddningar | Insläppta mål | Räddningsprocent | Utvisningsminuter | Tid på isen |
| --------- | ------------- | ---------- | ------------- | ---------------- | ----------------- | ----------- |
| Nico Daws | 48            | 45         | 3             | 0,938            | 0                 | 60:00       |
| Källa:    |               |            |               |                  |                   |             |

#### Philadelphia Flyers

##### Utespelare
| Spelare             | Mål | Assist | Poäng | +/− | Utvisningsminuter | Skott | Vunna tekningar (%) | Tacklingar | Tid på isen |
| ------------------- | --- | ------ | ----- | --- | ----------------- | ----- | ------------------- | ---------- | ----------- |
| Owen Tippett        | 2   | 0      | 2     | –4  | 0                 | 10    | 0                   | 0          | 20:45       |
| Travis Konecny      | 0   | 2      | 2     | –2  | 2                 | 1     | 50                  | 3          | 23:09       |
| Nick Seeler         | 1   | 0      | 1     | 0   | 2                 | 5     | —                   | 6          | 17:21       |
| Morgan Frost        | 0   | 1      | 1     | –2  | 2                 | 1     | 30,8                | 3          | 18:17       |
| Scott Laughton      | 0   | 1      | 1     | 0   | 2                 | 2     | 42,9                | 4          | 16:51       |
| Sean Walker         | 0   | 1      | 1     | +1  | 0                 | 3     | —                   | 2          | 19:16       |
| Jegor Zamula        | 0   | 1      | 1     | 0   | 0                 | 0     | —                   | 0          | 11:57       |
| Cam Atkinson        | 0   | 0      | 0     | –2  | 0                 | 2     | 0                   | 1          | 13:33       |
| Noah Cates          | 0   | 0      | 0     | 0   | 0                 | 3     | 0                   | 1          | 08:01       |
| Sean Couturier      | 0   | 0      | 0     | –3  | 0                 | 3     | 57,1                | 3          | 16:13       |
| Nicolas Deslauriers | 0   | 0      | 0     | –1  | 2                 | 1     | 0                   | 6          | 06:22       |
| Jamie Drysdale      | 0   | 0      | 0     | –2  | 2                 | 3     | —                   | 0          | 19:09       |
| Joel Farabee        | 0   | 0      | 0     | –2  | 0                 | 5     | 100                 | 0          | 18:14       |
| Garnet Hathaway     | 0   | 0      | 0     | +1  | 0                 | 2     | 100                 | 8          | 15:02       |
| Ryan Poehling       | 0   | 0      | 0     | +1  | 0                 | 1     | 23,5                | 2          | 16:00       |
| Travis Sanheim      | 0   | 0      | 0     | –3  | 0                 | 2     | —                   | 3          | 20:15       |
| Marc Staal          | 0   | 0      | 0     | 0   | 0                 | 0     | —                   | 0          | 09:39       |
| Cam York            | 0   | 0      | 0     | –3  | 0                 | 4     | —                   | 0          | 19:31       |
| Källa:              |     |        |       |     |                   |       |                     |            |             |

##### Målvakt
| Spelare       | Skott mot sig | Räddningar | Insläppta mål | Räddningsprocent | Utvisningsminuter | Tid på isen |
| ------------- | ------------- | ---------- | ------------- | ---------------- | ----------------- | ----------- |
| Samuel Ersson | 39            | 34         | 5             | 0,872            | 0                 | 58:25       |
| Källa:        |               |            |               |                  |                   |             |

## New York Islanders vs New York Rangers (18 februari)

### Laguppställningarna
| Vänsterforwards   | Centrar             | Högerforwards       |
| ----------------- | ------------------- | ------------------- |
| Anders Lee (C)    | Bo Horvat           | Mathew Barzal       |
| Pierre Engvall    | Brock Nelson (A)    | Kyle Palmieri       |
| Simon Holmström   | Jean-Gabriel Pageau | Oliver Wahlstrom    |
| Matt Martin       | Casey Cizikas       | Cal Clutterbuck (A) |
| Backar            |                     | Backar              |
| Aleksandr Romanov |                     | Noah Dobson         |
| Adam Pelech       |                     | Ryan Pulock         |
| Mike Reilly       |                     | Scott Mayfield      |
|                   | Målvakter           |                     |
|                   | Ilja Sorokin        |                     |
|                   | Semjon Varlamov     |                     |
|                   | Tränare             |                     |
|                   | Patrick Roy         |                     |

| Vänsterforwards   | Centrar            | Högerforwards     |
| ----------------- | ------------------ | ----------------- |
| Chris Kreider (A) | Mika Zibanejad (A) | Jimmy Vesey       |
| Artemij Panarin   | Vincent Trocheck   | Alexis Lafrenière |
| Will Cuylle       | Jonny Brodzinski   | Kaapo Kakko       |
| Adam Edström      | Barclay Goodrow    | Matt Rempe        |
| Backar            |                    | Backar            |
| Ryan Lindgren     |                    | Adam Fox          |
| K'Andre Miller    |                    | Jacob Trouba (C)  |
| Erik Gustafsson   |                    | Braden Schneider  |
|                   | Målvakter          |                   |
|                   | Igor Sjestiorkin   |                   |
|                   | Jonathan Quick     |                   |
|                   | Tränare            |                   |
|                   | Peter Laviolette   |                   |

### Resultatet
| 0863 | 18 februari 2024 | New York Islanders | 5 – 6 (efter förlängning) | New York Rangers | Metlife Stadium | |
|      |                  | Första perioden: Brock Nelson (04:20) Assists: Mayfield, Clutterbuck Bo Horvat (07:18) Assists: Dobson, Pelech Mathew Barzal (PP) (07:34) Assists: Nelson, Dobson Andra perioden: Anders Lee (PP) (01:03) Assists: Engvall, Reilly Tredje perioden: Aleksandr Romanov (01:53) Assist: Dobson Förlängning: — | Rapport                   | Första perioden: (01:28) Erik Gustafsson Assists: Kakko, Brodzinski Andra perioden: (05:36) (PP) Vincent Trocheck Assists: Panarin, Fox (18:24) Vincent Trocheck Assists: Lafrenière, Lindgren Tredje perioden: (15:52) (PP) Chris Kreider Assists: Panarin, Trocheck (18:31) (PP) Mika Zibanejad Assists: Fox, Lafrenière Förlängning: (00:10) Artemij Panarin | East Rutherford, New Jersey, USA Publik: 79 690 Domare: Jake Brenk, Kelly Sutherland Linjedomare: Scott Cherrey, Libor Suchánek | East Rutherford, New Jersey, USA Publik: 79 690 Domare: Jake Brenk, Kelly Sutherland Linjedomare: Scott Cherrey, Libor Suchánek |
|      |                  | |                           | | East Rutherford, New Jersey, USA Publik: 79 690 Domare: Jake Brenk, Kelly Sutherland Linjedomare: Scott Cherrey, Libor Suchánek | East Rutherford, New Jersey, USA Publik: 79 690 Domare: Jake Brenk, Kelly Sutherland Linjedomare: Scott Cherrey, Libor Suchánek |
|      |                  | |                           | | East Rutherford, New Jersey, USA Publik: 79 690 Domare: Jake Brenk, Kelly Sutherland Linjedomare: Scott Cherrey, Libor Suchánek | East Rutherford, New Jersey, USA Publik: 79 690 Domare: Jake Brenk, Kelly Sutherland Linjedomare: Scott Cherrey, Libor Suchánek |

#### Matchstatistik
|                     | New York Islanders | New York Rangers |
| ------------------- | ------------------ | ---------------- |
| Powerplay           | 2/2                | 3/5              |
| Tacklingar          | 24                 | 47               |
| Vunna tekningar (%) | 68,2               | 31,8             |
| Blockerade skott    | 20                 | 9                |
| Utvisningsminuter   | 17                 | 12               |

| Period      | New York Islanders | New York Rangers |
| ----------- | ------------------ | ---------------- |
| Första      | 18                 | 7                |
| Andra       | 17                 | 13               |
| Tredje      | 6                  | 16               |
| Förlängning | 0                  | 2                |
| Totalt      | 41                 | 38               |

#### Utvisningar
| Spelare           | Utvisning       | Utvisningsminuter | Tid             |
| Första perioden   | Första perioden | Första perioden   | Första perioden |
| ----------------- | --------------- | ----------------- | --------------- |
| Matt Martin       | Fighting        | 5:00              | 01:29           |
| Scott Mayfield    | Boarding        | 2:00              | 05:20           |
| Andra perioden    |                 |                   |                 |
| Anders Lee        | Slashing        | 2:00              | 04:19           |
| Tredje perioden   |                 |                   |                 |
| Scott Mayfield    | Tripping        | 2:00              | 10:36           |
| Aleksandr Romanov | Roughing        | 2:00              | 13:40           |
| Mathew Barzal     | Hooking         | 2:00              | 14:16           |
| Scott Mayfield    | Tripping        | 2:00              | 17:32           |
| Förlängning       |                 |                   |                 |
| Källa:            |                 |                   |                 |

| Spelare                                            | Utvisning       | Utvisningsminuter | Tid             |
| Första perioden                                    | Första perioden | Första perioden   | Första perioden |
| -------------------------------------------------- | --------------- | ----------------- | --------------- |
| Matt Rempe                                         | Fighting        | 5:00              | 01:29           |
| Alexis Lafrenière                                  | Tripping        | 2:00              | 06:47           |
| Andra perioden                                     |                 |                   |                 |
| Chris Kreider                                      | Hooking         | 2:00              | 00:34           |
| Tredje perioden                                    |                 |                   |                 |
| Vincent Trocheck                                   | Tripping        | 2:00              | 13:40           |
| Förlängning                                        |                 |                   |                 |
| Termer: Förseelser som leder till utvisningsstraff |                 |                   |                 |

### Statistik

#### New York Islanders

##### Utespelare
| Spelare             | Mål | Assist | Poäng | +/− | Utvisningsminuter | Skott | Vunna tekningar (%) | Tacklingar | Tid på isen |
| ------------------- | --- | ------ | ----- | --- | ----------------- | ----- | ------------------- | ---------- | ----------- |
| Noah Dobson         | 0   | 3      | 3     | 0   | 0                 | 3     | —                   | 1          | 20:39       |
| Brock Nelson        | 1   | 1      | 2     | +2  | 0                 | 3     | 31,3                | 0          | 16:26       |
| Mathew Barzal       | 1   | 0      | 1     | –1  | 2                 | 3     | 100                 | 1          | 17:51       |
| Bo Horvat           | 1   | 0      | 1     | –1  | 0                 | 2     | 84,2                | 0          | 19:35       |
| Anders Lee          | 1   | 0      | 1     | –1  | 2                 | 5     | 0                   | 4          | 14:51       |
| Aleksandr Romanov   | 1   | 0      | 1     | 0   | 2                 | 3     | —                   | 3          | 19:41       |
| Cal Clutterbuck     | 0   | 1      | 1     | +1  | 0                 | 0     | 100                 | 2          | 10:56       |
| Pierre Engvall      | 0   | 1      | 1     | 0   | 0                 | 3     | 0                   | 1          | 18:26       |
| Scott Mayfield      | 0   | 1      | 1     | 0   | 6                 | 1     | —                   | 2          | 17:09       |
| Adam Pelech         | 0   | 1      | 1     | 0   | 0                 | 3     | —                   | 1          | 24:29       |
| Mike Reilly         | 0   | 1      | 1     | 0   | 0                 | 2     | —                   | 0          | 15:23       |
| Casey Cizikas       | 0   | 0      | 0     | +1  | 0                 | 0     | 80                  | 1          | 13:39       |
| Simon Holmström     | 0   | 0      | 0     | 0   | 0                 | 1     | 0                   | 0          | 10:52       |
| Matt Martin         | 0   | 0      | 0     | 0   | 5                 | 3     | 0                   | 0          | 06:36       |
| Jean-Gabriel Pageau | 0   | 0      | 0     | 0   | 0                 | 2     | 83,3                | 4          | 13:29       |
| Kyle Palmieri       | 0   | 0      | 0     | 0   | 0                 | 2     | 0                   | 2          | 15:42       |
| Ryan Pulock         | 0   | 0      | 0     | 0   | 0                 | 4     | —                   | 2          | 23:19       |
| Oliver Wahlstrom    | 0   | 0      | 0     | 0   | 0                 | 1     | 0                   | 0          | 11:35       |
| Källa:              |     |        |       |     |                   |       |                     |            |             |

##### Målvakt
| Spelare      | Skott mot sig | Räddningar | Insläppta mål | Räddningsprocent | Utvisningsminuter | Tid på isen |
| ------------ | ------------- | ---------- | ------------- | ---------------- | ----------------- | ----------- |
| Ilja Sorokin | 37            | 32         | 5             | 0,865            | 0                 | 60:10       |
| Källa:       |               |            |               |                  |                   |             |

#### New York Rangers

##### Utespelare
| Spelare           | Mål | Assist | Poäng | +/− | Utvisningsminuter | Skott | Vunna tekningar (%) | Tacklingar | Tid på isen |
| ----------------- | --- | ------ | ----- | --- | ----------------- | ----- | ------------------- | ---------- | ----------- |
| Vincent Trocheck  | 2   | 1      | 3     | +1  | 2                 | 5     | 34,6                | 9          | 21:45       |
| Artemij Panarin   | 1   | 2      | 3     | +1  | 0                 | 3     | 0                   | 0          | 23:12       |
| Adam Fox          | 0   | 2      | 2     | +1  | 0                 | 4     | —                   | 1          | 25:26       |
| Alexis Lafrenière | 0   | 2      | 2     | 0   | 2                 | 3     | 0                   | 0          | 19:03       |
| Erik Gustafsson   | 1   | 0      | 1     | –1  | 0                 | 2     | —                   | 0          | 18:37       |
| Chris Kreider     | 1   | 0      | 1     | 0   | 2                 | 8     | 0                   | 3          | 22:40       |
| Mika Zibanejad    | 1   | 0      | 1     | 0   | 0                 | 6     | 29,4                | 2          | 23:23       |
| Jonny Brodzinski  | 0   | 1      | 1     | –1  | 0                 | 2     | 37,5                | 0          | 12:44       |
| Kaapo Kakko       | 0   | 1      | 1     | 0   | 0                 | 0     | 0                   | 0          | 13:49       |
| Ryan Lindgren     | 0   | 1      | 1     | 0   | 0                 | 2     | —                   | 1          | 13:59       |
| Will Cuylle       | 0   | 0      | 0     | 0   | 0                 | 0     | 0                   | 5          | 11:12       |
| Adam Edström      | 0   | 0      | 0     | 0   | 0                 | 0     | 0                   | 5          | 08:54       |
| Barclay Goodrow   | 0   | 0      | 0     | –1  | 0                 | 0     | 33,3                | 3          | 12:35       |
| K'Andre Miller    | 0   | 0      | 0     | 0   | 0                 | 1     | —                   | 3          | 20:05       |
| Matt Rempe        | 0   | 0      | 0     | 0   | 5                 | 0     | 0                   | 1          | 04:26       |
| Braden Schneider  | 0   | 0      | 0     | +1  | 0                 | 1     | —                   | 6          | 19:24       |
| Jacob Trouba      | 0   | 0      | 0     | –1  | 0                 | 1     | —                   | 6          | 20:01       |
| Jimmy Vesey       | 0   | 0      | 0     | 0   | 0                 | 0     | 0                   | 3          | 13:10       |
| Källa:            |     |        |       |     |                   |       |                     |            |             |

##### Målvakt
| Spelare          | Skott mot sig | Räddningar | Insläppta mål | Räddningsprocent | Utvisningsminuter | Tid på isen |
| ---------------- | ------------- | ---------- | ------------- | ---------------- | ----------------- | ----------- |
| Igor Sjestiorkin | 41            | 36         | 5             | 0,878            | 0                 | 57:06       |
| Källa:           |               |            |               |                  |                   |             |